# Hélène Gratiot-Alphandéry
Pour les articles homonymes, voir Alphandéry et Gratiot.
Hélène Gratiot-Alphandéry, née le 31 juillet 1909 à Paris, où elle meurt le 8 décembre 2011, est une psychologue française spécialiste des questions de l'enfance et de la scolarité maternelle, directrice d'études à l'École pratique des hautes études et fondatrice de la revue Enfance avec Henri Wallon.

## Biographie
Fille du médiéviste Paul Alphandéry (1875-1932), elle fait ses études secondaires au lycée Molière puis s'inscrit en licence de philosophie à la faculté des lettres de Paris, où elle suit notamment les cours d'Henri Wallon. Celui-ci la recrute à Boulogne-Billancourt. Elle passe un DES de psychologie sur la fabulation chez l'enfant, et assure des travaux pratiques à l'Institut de psychologie. 
Elle adhère au Parti communiste en 1935 et visite l'URSS. Elle est interdite d'enseignement en 1941, par le régime de Vichy, puis se réfugie à Nice, en 1942-1944. Après la guerre, elle entre au CNRS. En 1947, elle crée avec Henri Wallon la revue Enfance, publiée par les PUF, dont le premier numéro paraît en 1948. Elle est présente aux débuts de l'École française de psychanalyse en 1964.
En 1968, elle est nommée professeur de psychologie à l'université Paris-V dont elle dirige l'institut de psychologie,, puis directrice d'études à l'École pratique des hautes études.

## Publications

### Ouvrages
- La Psychologie scolaire, avec René Zazzo, Henri Wallon, Aristide Beslais[9] et Myriam David, préface par Henri Wallon, Paris, PUF, 1953.
- Tendance actuelle de la psychologie de l'enfant, Paris, Cercle parisien de la Ligue française de l'enseignement, 1954.
- Psychologie de l'enfant : de la naissance à l'adolescence, sous la direction de Maurice Debesse, rédigé avec Didier Anzieu, Maurice Debesse, Juliette Favez-Boutonier, Roger Gal, Philippe Malrieu, Gaston Mialaret et René Zazzo, Paris, Éditions Bourrelier, 1956.
- Loisirs et formation culturelle de l'enfant rural : les loisirs culturels des enfants de régions rurales isolées, enquête du Centre international de l'enfance dirigée par Marie-Thérèse Maurette et Hélène Gratiot-Alphandéry, Paris, Centre international de l'enfance, 1956.
- La Représentation du maître dans la société, présentation par Hélène Gratiot-Alphandéry, Paris, Laboratoire de psychobiologie de l'enfant, 1966.
- Traité de psychologie de l'enfance, avec René Zazzo, Paris, PUF, 5 tomes, 1970-1976[10].
- Histoire et généralités, avec Jean Château, Maurice Debesse, Paul Osterrieth et René Zazzo, Paris, Presses universitaires de France, 1970.
- Le Développement affectif et moral, avec René Zazzo et Marc-André Bloch, Paris, PUF, 1970.
- Le Théâtre pour enfants, avec Fulvia Rosemberg et Elisabeth Chapuis, Paris, Laboratoire de psychobiologie de l'enfant, 1973.
- Lecture d'Henri Wallon : choix  de textes, introduction par Hélène Gratiot-Alphandery, Paris, Éditions sociales, 1976.

### Traduction
- Charlotte Wolff, La Main humaine, préface de Henri Wallon, Paris, PUF, 1952[11].